# Asuni

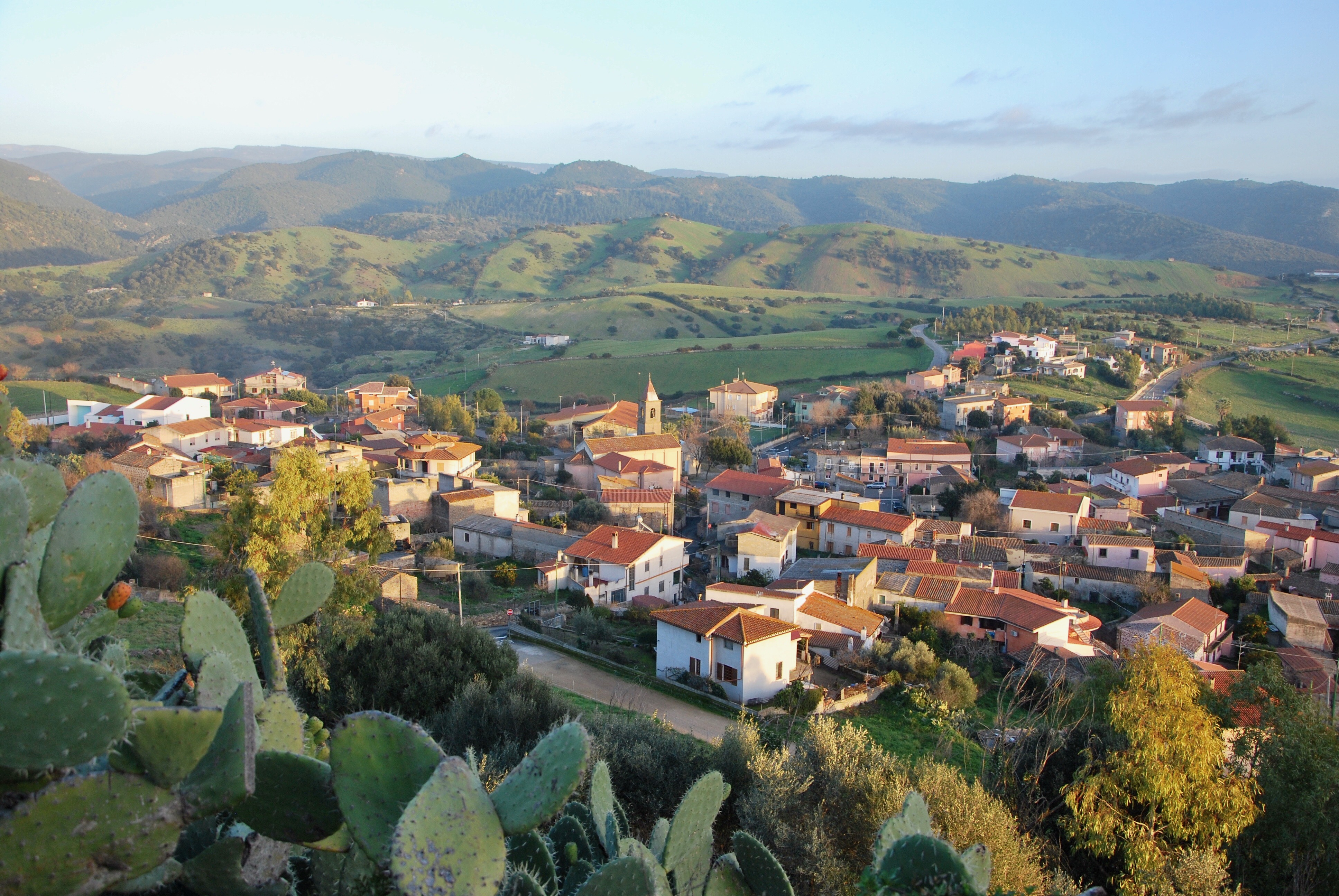
Blick auf Asuni

Asuni ist ein Dorf auf der italienischen Insel Sardinien mit 321 Einwohnern (Stand 30. April 2020). Das Dorf liegt in der Provinz Oristano.

## Geographie

### Geographische Lage
Die Gemeinde Asuni liegt 233 m über dem Meeresspiegel und hat eine Fläche von 21,20 Quadratkilometern. Asuni liegt zwischen den Schluchten der Flüsse Imbessu und Riu Maiori.
Das Gebiet gehört zu einer kleineren und wenig bekannten Region Sardiniens, der Brabaxana, die die Gebiete Asuni, Samugheo, Laconi und Meana Sardo umfasst.
Sie ist gekennzeichnet durch zahlreiche archäologische Zeugnisse aus prähistorischer Zeit, aus der Zeit der Nuraghen und durch die nahe gelegenen Ruinen der mittelalterlichen Burg Medusa.

### Nachbargemeinden
Asuni grenzt an die Gemeinden Samugheo, Laconi, Nureci, Senis, Villa Sant'Antonio und Meana Sardo.

### Vegetation
Das Territorium (21,20 km²) besteht zu 35 % aus Wäldern, nur 15 % des Territoriums sind dem Anbau gewidmet, während die restlichen 50 % von der mediterranen Macchia und die restlichen 25 % von unbebauten Feldern eingenommen werden. Charakteristisch für das Gebiet Brabaxana ist eine Natur, welche sowohl von Felsen als auch von Kork- oder Steineichenwäldern entlang der Täler der beiden Flussufer der Flüsse Imbessu und Riu Maiori, geprägt ist. Dort wachsen ebenso Mastixsträuche sowie Myrtengewächse.

### Klima
Asuni befindet sich vollständig in der mediterranen Klimazone. Wodurch es oft auch zu Trockenheit und Wasserknappheit in den Flüssen kommt.

## Ortsstruktur

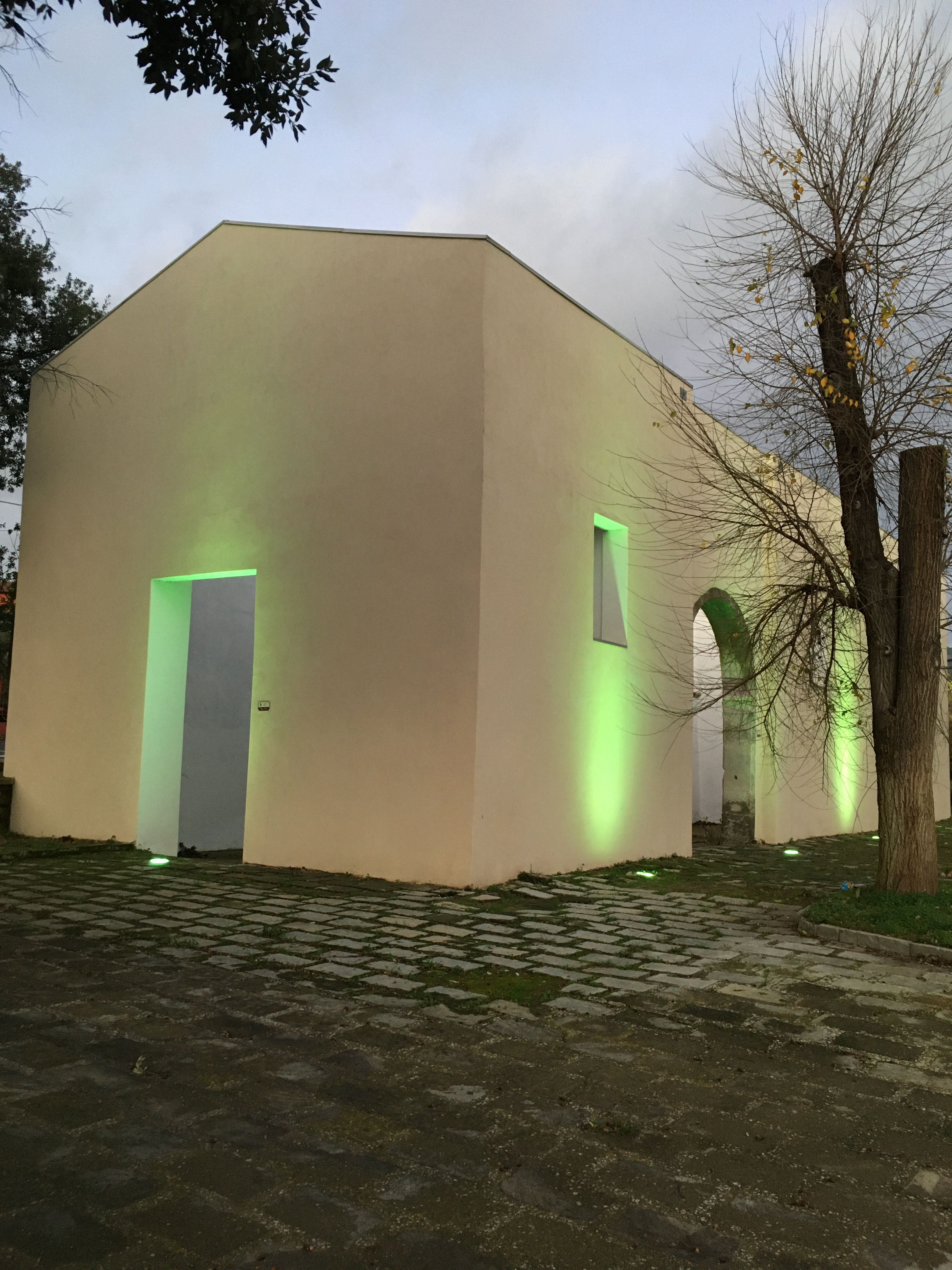
Die Kirche Santa Lucia frisch verputzt.

Asuni besitzt eine große Hauptstraße, welche mitten durch das Dorf führt, an dieser befindet sich auch das Zentrum des Dorfes. Dort befindet sich auch die Kirche „Parrocchia di San Giovanni Battista di Asuni“ in der jede Woche mehrere Gottesdienste stattfinden. Ansonsten ist das Dorf geprägt durch charakteristische enge kleine Straßen, in denen sich immer noch typische Innenhöfe mit den alten bogenförmigen Portalen öffnen.

## Geschichte
Der Ortsname ist unklaren Ursprungs und ist wahrscheinlich aus der vorrömischen Zeit. Der Name leitet sich vom lateinischen agaso, agasonis auf Sardisch „asone“ ab, was „Hüter der Herde“ bedeutet. Einigen zufolge leitet er sich jedoch von dem phönizischen Wort „asun“ ab, im Sinne von „Schaden“, und bezieht sich auf einen Brand, der das Dorf einst in Asche verwandelt hatte.
Nuragischen Ursprungs gehörte es im Mittelalter dem Giudicato von Arborea und war Teil der Kuratorien von Parte Valenza. Mit der Herrschaft der Aragonier und dem damit verbundenen Fall des Giudicato wurde das Dorf zu einer Fehde. 1753 hat der Kaufmann Guglielmo Touffani das Gebiet gekauft und den Titel des Grafen von Asuni erworben. Es wurde 1839 an die Asuni-Familie zurückgekauft und dadurch eine Gemeinde. Seit 1859 gehörte die Gemeinde zum Bezirk Senis von Oristano.

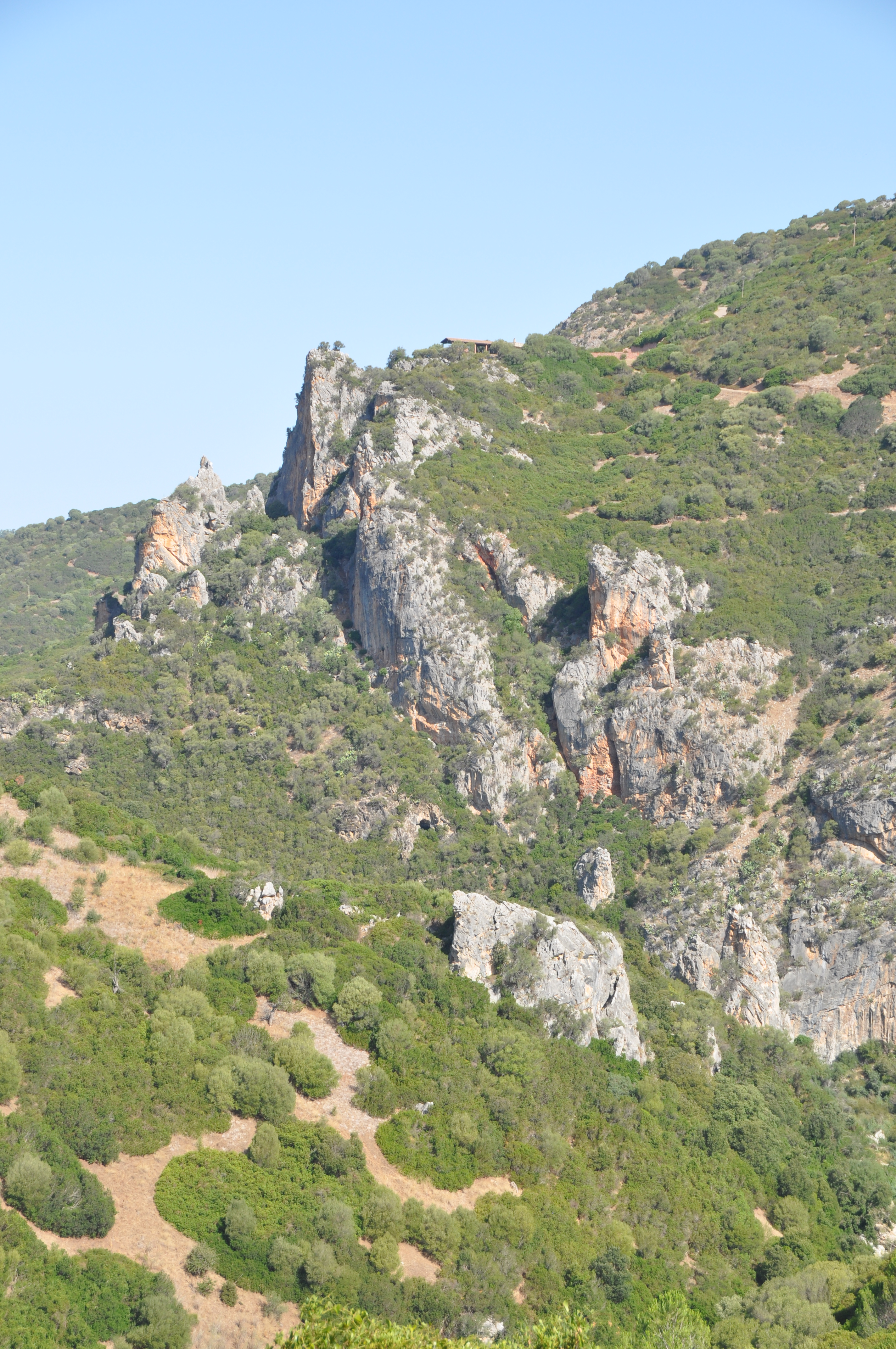
Das Castel Medusa aus der Sicht Asunis

## Sehenswürdigkeiten

### Archäologische Bauwerke

#### Santa Lucia
Die Kirche Santa Lucia stammt aus dem 13. Jahrhundert und gilt als eines der wichtigsten architektonischen Werke des Dorfes und ist nicht mehr in Benutzung.

#### Nuraghen
Die Umgebung von Asuni ist bekannt für Nuraghen. Vor allem die Nuraghen Casteddu und San Giovanni sind erwähnenswert.

#### Domus de Janas
Im gesamten Gebiet von Asuni sind Höhlen- bzw. Felsgräber aufzufinden, sogenannte Domus de Janas.

#### Castel Medusa
Castel Medusa ist der Überrest, bzw. die Ruinen einer geheimnisvollen Burg aus dem 4. Jahrhundert. Es wurde im als byzantinisches Kastron gebaut und durchlief dann zwei weitere Baueingriffe im 6. und 7.–8. Jahrhundert. Ein rechteckiger Komplex, westliche Vorhänge und zwei Türme, einer davon mit einer Zisterne, lassen sich auf die ersten Bauphasen zurückverfolgen. Ursprünglich umfassten die Mauern etwa 540 Quadratmeter, heute sind sie Ruinen, die von einer dichten Vegetation durchdrungen sind.

### Grotten
Ebenso gibt es in der Umgebung einige Grotten. Dabei ist vor allem die größte aller Grotten in der Umgebung nennenswert, die „Grotte Su Stampu de Muscinone Mannu“.

## Gesellschaft
Die Bewohner Asunis besitzen einen im Vergleich zum Rest Italiens überdurchschnittlichen Altersindex. Die Geschlechterverteilung ist relativ ausgeglichen, so leben dort aktuell 157 Männer und 164 Frauen (Stand 30. April 2020).

### Gesellschaftliche Entwicklung
Die folgende Grafik zeigt die Entwicklung der Einwohnerzahl in Asuni im Zeitraum von 2001 bis 2019.
An der Entwicklung der Altersstruktur der Gemeinde ist ersichtlich, dass das Dorf unter Abwanderung leidet. So nimmt die Anzahl der der Einwohner stetig ab und der Anteil der über 75-Jährigen hat sich von 1991 bis 2011 nahezu verdoppelt.

## Wirtschaft
Aus bürokratischer Sicht gibt es keine besonderen Strukturen. Die einzigen Aktivitäten, die dort stattfinden, sind diejenigen, die mit dem Betrieb der Post und des Rathauses zusammenhängen. Erwähnenswert ist jedoch die Polizeistation der Carabinieri.
Die lokale Wirtschaft basiert auf der Landwirtschaft, die eine wichtige Lebensgrundlage für die lokale Bevölkerung darstellt. Die am weitesten verbreiteten Anbauformen sind Getreide, Weizen, Gemüse, Futtermittel, Wein und Oliven. Außerdem werden Rinder, Schafe, Ziegen, Pferde und Schweine gezüchtet.
Des Weiteren gibt es eine einen kleinen Supermarkt, eine Bars und die Bar und Pizzeria „Ziu Mundicu“.

## Bildung

### Universität
Durch eine Kooperation zwischen der Universität Cagliari und der Gemeinde Asuni, werden ab Oktober 2020, 6 Studiengänge: Verwaltungs- und Organisationswissenschaften, Volks- und Betriebswirtschaft, Elektrotechnik, Elektronik und Informationstechnologie, Kommunikationswissenschaften und zuletzt Kulturerbe und Unterhaltung angeboten. Bei der Unica Asuni handelt es sich um eine Fernuniversität, wobei den Studenten zusätzlich das Gebäude der ehemaligen Grundschule für den Unterricht zur Verfügung gestellt wird. Der Bildungsstand in Asuni liegt deutlich unter dem italienischen Durchschnitt, so besitzen dort vergleichsweise wenige einen schulischen oder beruflichen Abschluss. Auch dies soll sich durch das Projekt „Unica Asuni“ ändern.

## Politik

### Wahlen
Der Bürgermeister wird in Asuni wie in allen italienischen Gemeinden alle fünf Jahre gewählt und kann höchstens drei Mal gewählt werden. Dessen Liste bekommt darauf 2/3 der Sitze im Gemeinderat.

### Bürgermeister
Bürgermeister von Asuni ist aktuell (Stand 10/2020) Ing. Gionata Petza. Er wurde erstmals 2010 im Alter von 25 Jahren mit einer Mehrheit von 72,28 % ins Amt gewählt, die Wahl 2015 gewann er darauf mit 100 % Zustimmung.

## Kultur

### Museum

#### Museo dell’Emigrazione di Asuni (MEA)

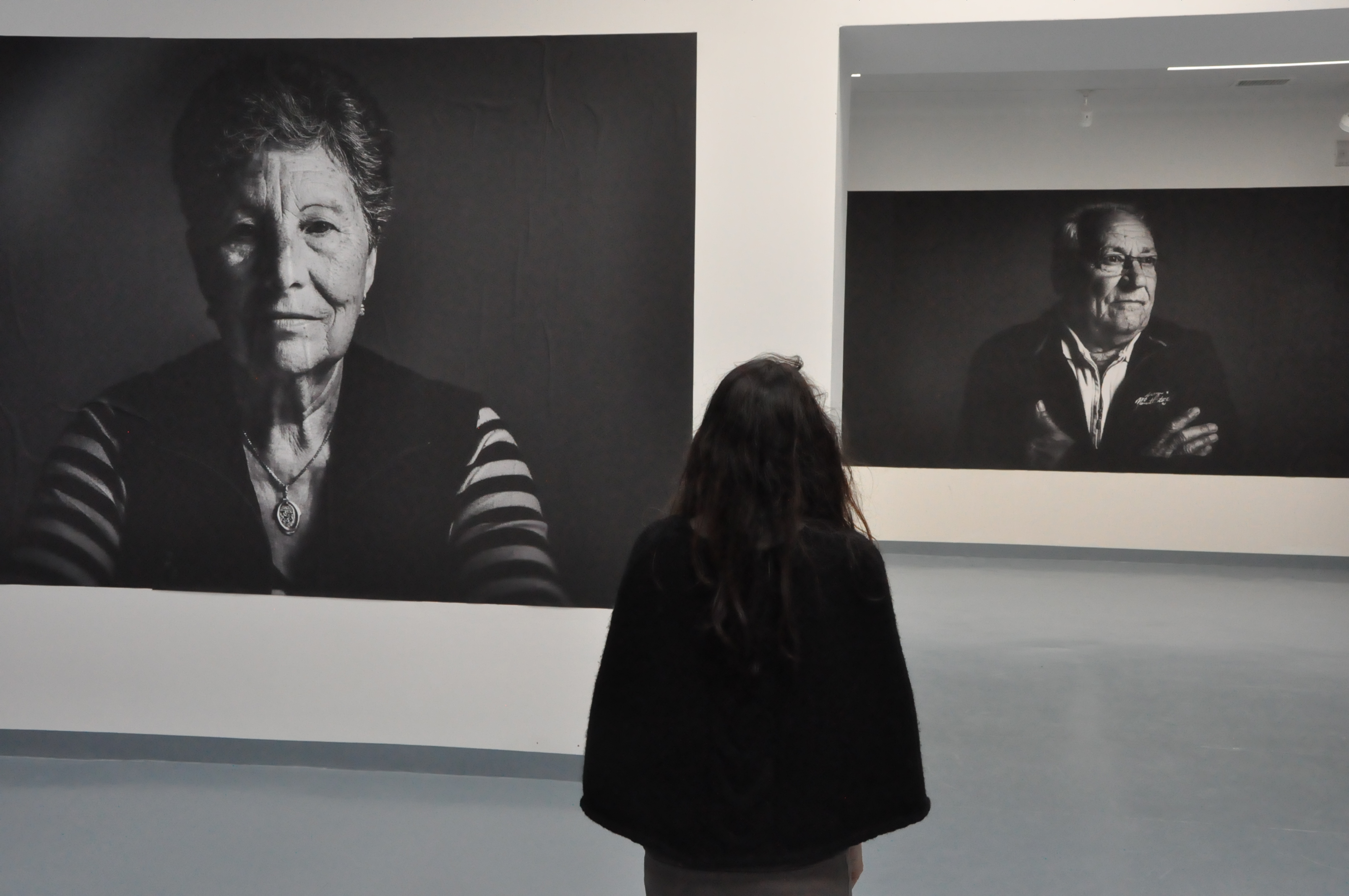
Ausstellung über die Emigranten Asunis im MEA

Das Museum entstand aufgrund der starken Emigrationsgeschichte Asunis. Die Idee stammt von einem asunesischen Auswanderer, der schon 2002 der Gemeinde ein kleines historisches Haus vermachte, welches dann Zentrum der Dokumentation von Emigration wurde. Dies hat sich soweit weiterentwickelt, dass 14 Jahre später das Museo dell’Emigrazione di Asuni am 30. April 2016 eröffnete. Das neue Museumsgebäude entstand aus der früheren Schule Asunis, da sich diese aufgrund der Architektur und der städtischen Lage gut für eine Ausstellungshalle eignet.

### Feste

#### Asuni-Filmfestival
Das Filmfestival, das mittlerweile in Kooperation mit „Terre di confine Filmfestival“ organisiert wird, ist inzwischen trotz seiner geringen Größe zu einer wichtigen italienischen Veranstaltung geworden. Asuni ist hierbei der Ursprungsort des Filmfestivals und somit zugleich einer der Hauptveranstaltungsorte, so findet das Festival jedes Jahr in Asuni statt.

#### Festa di Sant’Isidoro

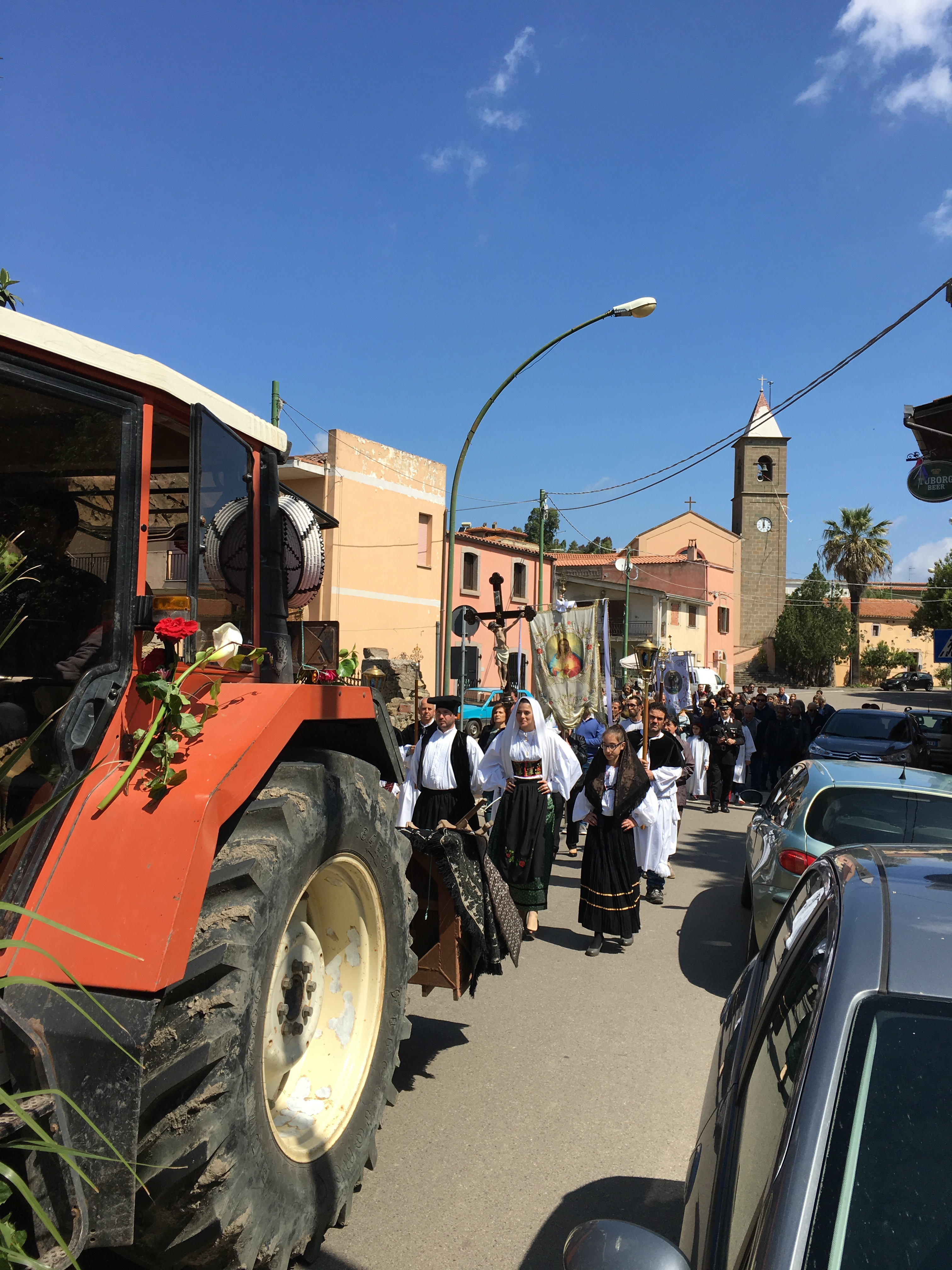
Die Prozession am Festa di Sant'Isidoro

Das Sant'Isidoro-Fest, das jährlich Mitte Mai gefeiert wird, ist bis heute intakt geblieben. Die Prozession findet am Morgen mit Traktoren und Pferden statt; nach den religiösen Feierlichkeiten findet in der Regel im ganzen Dorf ein Mittagessen statt. Am Nachmittag gibt es dann auf dem Festplatz Tänze und eine Preisverleihung für den besten „Wagen“ und das beste Pferd.

#### Festa di Santa Vitalia
Das Fest der Santa Vitalia ist das älteste Fest in Asuni. Am Wochenende Mitte Oktober werden San Daniele, Santa Vitalia und San Francesco jährlich gefeiert.

### Sprache
Ursprünglich wurde in Asuni ausschließlich sardisch gesprochen. Die in Asuni gesprochene sardische Variante ist das südliche Campidanesisch. Mittlerweile wird in Asuni aber größtenteils italienisch gesprochen.